# Сарихобдинський сільський округ
Сарихо́бдинський сільський округ (каз. Сарықобда ауылдық округі, рос. Сарыхобдинский сельский округ) — адміністративна одиниця у складі Алгинського району Актюбінської області Казахстану. Адміністративний центр — село Сарихобда.
Населення — 776 осіб (2021; 908 у 2009, 1735 у 1999, 2213 у 1989).
Станом на 1989 рік існувала Бесарабська сільська рада (села Бесарабка, Болгарка, Комунар). Пізніше село Комунар було передане до складу Ільїнського сільського округу.

## Склад
До складу округу входять такі населені пункти:
| Населений пункт | Стара назва | Населення, осіб (1989) | Населення, осіб (1999) | Населення, осіб (2009) | Населення, осіб (2021) |
| --------------- | ----------- | ---------------------- | ---------------------- | ---------------------- | ---------------------- |
| Болгарка, село  | -           | 1368                   | 922                    | 480                    | 395                    |
| Сарихобда, село | Бесарабка   | 845                    | 813                    | 428                    | 381                    |